# Eberhard Schmidt-Schulz
Eberhard Schmidt-Schulz (* um 1910; † nach 1973) war ein deutscher Jazztrompeter, der sich als Bigband-Musiker sowohl im Jazz als auch in der Unterhaltungsmusik betätigte.

## Leben
Schmidt-Schulz spielte in den frühen 1940er-Jahren in Berlin bei Corny Ostermann, mit dem im April 1940 erste Aufnahmen entstanden („Meine Lieblingsmelodie“, Kristall), in den folgenden Jahren auch bei Hans Rehmstedt, Willy Berking, Kurt Widmann, Heinz Wehner, Benny de Weille, Charlie and His Orchestra, Horst Winter, Willi Stech („Heiße Tage“, arrangiert von Kurt Dörflinger), Freddie Brocksieper und bei Willi Stanke. Ab 1952 arbeitete er in Stuttgart bei Erwin Lehn und seinem Südfunk-Tanzorchester, mit dem er auch 1955 auf dem Deutschen Jazzfestival auftrat und 1972 auf den Heidelberger Jazztagen gastierte. Im Bereich des Jazz war er zwischen 1940 und 1973 an 93 Aufnahmesessions beteiligt. Er schrieb in seiner Zeit bei Erwin Lehn auch mehrere Jazzkompositionen wie „Claudia“ und „Fischi's Blues“.